# دافيد جاي شاو
دافيد جاي شاو (بالإنجليزية: David J. Schow) (و. 1955  م) هو روائي، وكاتب سيناريو، وكاتب أمريكي، ولد في ماربورغ.

## جوائز
حصل على جوائز منها:

World Fantasy Award—Short Fiction ‏ (1987)

## وصلات خارجية
- دافيد جاي شاو على موقع IMDb (الإنجليزية)
- دافيد جاي شاو على موقع قاعدة بيانات الأفلام العربية
- دافيد جاي شاو على موقع ألو سيني (الفرنسية)
- دافيد جاي شاو على موقع أول موفي (الإنجليزية)
- دافيد جاي شاو على موقع قاعدة بيانات الأفلام السويدية (السويدية)
- دافيد جاي شاو على موقع قاعدة بيانات الفيلم (الإنجليزية)
- دافيد جاي شاو على موقع كينوبويسك (الروسية)